# Marcel Willard
Pour les articles homonymes, voir Willard.
Marcel Willard, né à Paris le 25 juillet 1889 et mort à Paris le 17 février 1956, est un avocat et homme politique français.

## Biographie
Fils d'un avoué à la Cour d'appel de Paris, Marcel Willard fait des études de droit tout en envisageant d'abord une carrière littéraire.
Ayant combattu pendant la Première Guerre mondiale, notamment à Verdun, il est marqué par cette expérience, condamne la guerre et adhère à la SFIO, puis milite pour l’adhésion à la IIIe Internationale. À partir de 1923, il devient secrétaire d’un groupe des avocats communistes.
Membre du Secours rouge international, il participe à la fondation de l'Association juridique internationale. Avant même que celle-ci ne soit créée, il utilise ce nom pour son séjour en Bulgarie en 1925, afin d'éviter de se voir opposer un refus en raison de son appartenance au Secours rouge. Il donne des chroniques judiciaires dans L'Humanité.
À partir de 1933, Marcel Willard joue un rôle important dans la défense des opposants allemands au nazisme, s'engageant notamment en faveur de Georgi Dimitrov et Ernst Thälmann.
En 1938, il publie La Défense accuse... : de Babeuf à Dimitrov qui deviendra le livre phare des avocats communistes de cette génération.
Il est le défenseur principal des députés communistes lors de leur procès en 1940. À la fin du procès, se sachant menacé d’arrestation, il entre dans la clandestinité et se cache à Thorigné, dans les Deux-Sèvres.
Le 19 août 1944, le Conseil national de la Résistance charge Marcel Willard de s'emparer du Palais de Justice. Il devient alors le premier Secrétaire général à la Justice. En novembre 1945, il est directeur de cabinet du ministre du Travail, le communiste Ambroise Croizat.
Désigné sénateur par l'Assemblée nationale le 19 décembre 1946, il intervient fréquemment en sa qualité de président et rapporteur de la commission de la justice. Toutefois, il décide de ne pas se représenter aux élections de 1948.
En 1950, il forme un cabinet d’avocats avec trois avocats communistes, Pierre Braun, Michel Bruguier et Henri Douzon, cabinet qui traite surtout des dossiers politiques.
Mort en 1956, Marcel Willard est inhumé au cimetière du Père-Lachaise (97e division).
Il est le père de l'historien Claude Willard, qui épouse une autre historienne communiste, Germaine Willard.

## Distinctions
Marcel Willard reçoit les distinctions suivantes :
- Croix de guerre 1914-1918
- Croix de guerre 1939-1945
- Médaille de la Résistance française avec rosette
- Officier de la Légion d'honneur (1946)[7]

## Ouvrages
- Tour d'horizon. Dessins de Raoul Dufy, Paris, au Sans pareil, 1920, 71 pages
- Ce que j'ai vu en Bulgarie, Courbevoie, La Cootypographie, 1925, 111 pages
- Le procès de Moscou : Boukharine, Rykov, etc., comment ils ont avoué, Paris, Bureau d'édition, 1938, 32 pages
- La Défense accuse... : de Babeuf à Dimitrov, Paris, Éditions sociales internationales, 1938, 344 pages
- Des yeux qui voient, nouvelles, Paris, les Éditeurs français réunis, 1954, 221 pages
- La plaidoirie. [Précédé de] La situation lors du procès. Introduction de Germaine Willard, Pantin, le Temps des cerises, 2009, 165 pages